# Otzolotepec
Otzolotepec è un comune del Messico, situato nello stato di Messico.